# Liste der österreichischen 200-Schilling-Gedenkausgaben
1995 stellte das Österreichische Hauptmünzamt  zwei 200-Schilling-Gedenkmünzen zum Anlass „100 Jahre Olympische Bewegung in Österreich“ her. In Sammlerkreisen heißen sie auch „IOC-Münzen“. Auch die 1000-Schilling-Goldmünze „Zeus“ gehört zu diesen IOC-Münzen. Die Prägequalität war ausschließlich in Polierter Platte. Ab dem 1. März 2002 war keine Verwendung mehr zum Nennwert möglich, da der Euro in Österreich eingeführt wurde. Die Münzen sind jedoch ohne Begrenzung zum Nennwert eintauschbar.

## Übersicht der 200-Schilling-Gedenkausgaben
Im Folgenden findet sich eine Übersicht über die geprägten Exemplare der 200-Schilling-Münze.
| Abbildung | Abbildung | Anlass ggf. Erläuterung der Darstellung                                       | Ausgabe- datum  | Entwurf der Bildseite | Geprägte Auflage | Geprägte Auflage | Geprägte Auflage |
| Wertseite | Bildseite | Anlass ggf. Erläuterung der Darstellung                                       | Ausgabe- datum  | Entwurf der Bildseite | stgl             | PP               |                  |
| --- | --------- | ----------------------------------------------------------------------------- | --------------- | --------------------- | ---------------- | ---------------- | ---------------- |
| Material: 92,5 % Silber, 7,5 % Kupfer – Münzdurchmesser: 40 mm – Raugewicht: 33,63 g – Feingewicht 31,11 g Randschrift: glatt, mit vertiefter Inschrift „CITIUS - ALTIUS - FORTIUS“ |           |                                                                               |                 |                       |                  |                  |                  |
| | [ 5 ]     | 100 Jahre Olympische Bewegung Österreich Abbildung von einem Slalom-Skiläufer | 12. Jänner 1995 | Thomas Pesendorfer    | 0                | 100.000          |                  |
| | [ 6 ]     | 100 Jahre Olympische Bewegung Österreich Abbildung von einer Kunstturnerin    | 12. Jänner 1995 | Thomas Pesendorfer    | 0                | 100.000          |                  |